# Campeonato Europeu de Rali
O Campeonato Europeu de Rali é um campeonato de ralis disputado apenas em solo Europeu, organizado pela Federação Internacional do Automóvel (FIA). O campeonato é composto por Ralis em pisos de Asfalto e Terra, pontualmente em neve.
É o campeonato internacional mais antigo, e era a competição mais importante até à criação do Campeonato Mundial de Rali.
Foi neste campeonato que despontaram verdadeiros ícones dos ralis mundiais, tais como Ari Vatanen, Carlos Sainz, Walter Rohrl , Henrri Taivonen e Miki Biassion, verdadeiras lendas do Desporto Automóvel.
Em 2012 teve 60 edições e em 2013 foi renovado com a fusão com o Intercontinental Rally Challenge.

## História

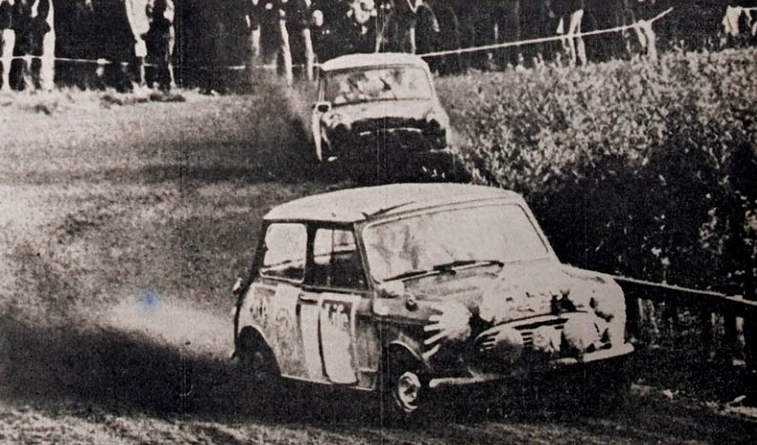
Timo Mäkinen e Rauno Aaltonen no Rally dos 1000 Lagos de 1965.

O Campeonato Europeu de Ralis foi disputado pela primeira vez em 1953 e no ano seguinte foi uma das séries de ralis mais prestigiadas. No entanto, com a introdução do Campeonato Mundial de Rali para os fabricantes em 1973, e em particular com o Campeonato Mundial de Pilotos a ser disputado a partir de 1979, a importância do ERC começou a diminuir.
Ao longo de muitos anos, uma temporada típica do ERC contou com cerca de 40 ralis e, a partir de 1974, foram atribuídos aos ralis diferentes coeficientes (1, 2, 3 ou 4) que foram multiplicados pelos pontos do campeonato. A alteração dos coeficientes para 2, 5, 10 e 20 também não melhorou a situação. Assim, o ERC foi mais uma série para organizadores de eventos do que um campeonato interessante para pilotos.
Uma primeira melhoria foi implementada para a temporada de 2004, onde o número de provas a contar para o Campeonato Europeu de Ralis foi reduzido para aquelas com coeficiente 20, enquanto os restantes ralis passaram a fazer parte das "Taças Europeias de Ralis" regionais. Uma temporada ERC agora apresentava cerca de 10 a 12 eventos e portanto, tinha uma estrutura mais clara.
Entre 2007 e 2011, o piloto teve que se inscrever nos campeonatos europeus e, portanto, apenas os pilotos inscritos poderiam marcar pontos ERC, evitando que os pilotos locais conquistassem todos os pontos ERC apesar de não participarem do campeonato. Os pilotos inscritos também foram obrigados a disputar um número mínimo de eventos.
Entre 2013 e 2021, a emissora francesa Eurosport foi a promotora do ERC. A partir de 2022, foi adquirida pela WRC Promoter GmbH, com sede em Munique.

## Campeões

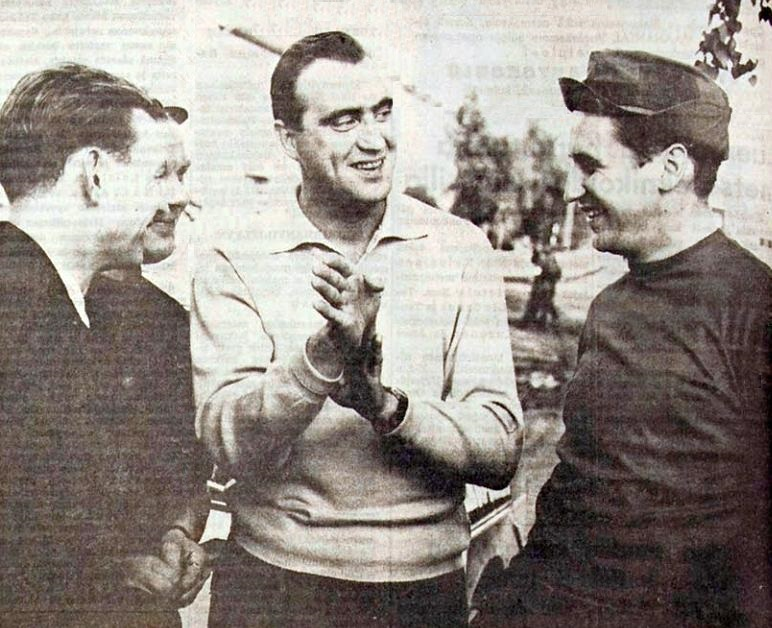
O campeão de 1965 Rauno Aaltonen, o campeão de 1968 Pauli Toivonen e Timo Mäkinen

| Época | Época | Piloto               | Carro                                                 |
| ----- | ----- | -------------------- | ----------------------------------------------------- |
| 1953  | 1953  | Helmut Polensky      | Porsche 356 Coupé Fiat 1100                           |
| 1954  | 1954  | Walter Schlüter      | DKW 1000                                              |
| 1955  | 1955  | Werner Engel         | Mercedes-Benz 300 SL                                  |
| 1956  | 1956  | Walter Schock        | Mercedes-Benz 220 Mercedes-Benz 300 SL                |
| 1957  | 1957  | Ruprecht Hopfen      | Borgward Isabella Saab 93                             |
| 1958  | 1958  | Gunnar Andersson     | Volvo PV444 Volvo PV544                               |
| 1959  | 1959  | Paul Coltelloni      | Alfa Romeo Giulietta TI Citroën ID 19                 |
| 1960  | 1960  | Walter Schock        | Mercedes-Benz 220 SE                                  |
| 1961  | 1961  | Hans-Joachim Walter  | Porsche 356 Carrera Coupé                             |
| 1962  | 1962  | Eugen Böhringer      | Mercedes-Benz 220 SE                                  |
| 1963  | 1963  | Gunnar Andersson     | Volvo 122 S Volvo PV544                               |
| 1964  | 1964  | Tom Trana            | Volvo PV544 S                                         |
| 1965  | 1965  | Rauno Aaltonen       | BMC Mini Cooper S                                     |
| 1966  | G1    | Lillebror Nasenius   | Opel Rekord                                           |
| 1966  | G2    | Sobiesław Zasada     | BMC Mini Cooper S Steyr-Puch 650 TR                   |
| 1966  | G3    | Günter Klass         | Porsche 911                                           |
| 1967  | G1    | Sobiesław Zasada     | Porsche 911 S Porsche 912                             |
| 1967  | G2    | Bengt Söderström     | Lotus Cortina                                         |
| 1967  | G3    | Vic Elford           | Porsche 911 S                                         |
| 1968  | 1968  | Pauli Toivonen       | Porsche 911 T                                         |
| 1969  | 1969  | Harry Källström      | Lancia Fulvia Coupé 1.3 HF Lancia Fulvia Coupé 1.6 HF |
| 1970  | 1970  | Jean-Claude Andruet  | Alpine A110 1600                                      |
| 1971  | 1971  | Sobiesław Zasada     | BMW 2002 TI                                           |
| 1972  | 1972  | Raffaele Pinto       | Fiat 124 Sport Spider                                 |
| 1973  | 1973  | Sandro Munari        | Lancia Fulvia Coupé 1.6 HF                            |
| 1974  | 1974  | Walter Röhrl         | Opel Ascona A                                         |
| 1975  | 1975  | Maurizio Verini      | Fiat Abarth 124 Rally                                 |
| 1976  | 1976  | Bernard Darniche     | Lancia Stratos HF                                     |
| 1977  | 1977  | Bernard Darniche     | Lancia Stratos HF                                     |
| 1978  | 1978  | Tony Carello         | Lancia Stratos HF                                     |
| 1979  | 1979  | Jochi Kleint         | Opel Ascona B Opel Kadett GT/E                        |
| 1980  | 1980  | Antonio Zanini       | Porsche 911 SC Ford Escort RS1800                     |
| 1981  | 1981  | Adartico Vudafieri   | Fiat 131 Abarth                                       |
| 1982  | 1982  | Antonio Fassina      | Opel Ascona 400                                       |
| 1983  | 1983  | Miki Biasion         | Lancia Rally 037                                      |
| 1984  | 1984  | Carlo Capone         | Lancia Rally 037                                      |
| 1985  | 1985  | Dario Cerrato        | Lancia Rally 037                                      |
| 1986  | 1986  | Fabrizio Tabaton     | Lancia Delta S4                                       |
| 1987  | 1987  | Dario Cerrato        | Lancia Delta HF 4WD                                   |
| 1988  | 1988  | Fabrizio Tabaton     | Lancia Delta HF 4WD Lancia Delta Integrale            |
| 1989  | 1989  | Yves Loubet          | Lancia Delta Integrale                                |
| 1990  | 1990  | Robert Droogmans     | Lancia Delta Integrale 16V                            |
| 1991  | 1991  | Piero Liatti         | Lancia Delta Integrale 16V                            |
| 1992  | 1992  | Erwin Weber          | Mitsubishi Galant VR-4                                |
| 1993  | 1993  | Pierre-César Baroni  | Lancia Delta HF Integrale Ford Escort RS Cosworth     |
| 1994  | 1994  | Patrick Snijers      | Ford Escort RS Cosworth                               |
| 1995  | 1995  | Enrico Bertone       | Toyota Celica Turbo 4WD                               |
| 1996  | 1996  | Armin Schwarz        | Toyota Celica GT-Four ST205                           |
| 1997  | 1997  | Krzysztof Hołowczyc  | Subaru Impreza 555                                    |
| 1998  | 1998  | Andrea Navarra       | Subaru Impreza 555                                    |
| 1999  | 1999  | Enrico Bertone       | Renault Mégane Maxi                                   |
| 2000  | 2000  | Henrik Lundgaard     | Toyota Corolla WRC                                    |
| 2001  | 2001  | Armin Kremer         | Toyota Corolla WRC                                    |
| 2002  | 2002  | Renato Travaglia     | Peugeot 206 WRC                                       |
| 2003  | 2003  | Bruno Thiry          | Peugeot 206 WRC                                       |
| 2004  | 2004  | Simon Jean-Joseph    | Renault Clio S1600                                    |
| 2005  | 2005  | Renato Travaglia     | Mitsubishi Lancer Evolution VII Renault Clio S1600    |
| 2006  | 2006  | Giandomenico Basso   | Fiat Punto Abarth S2000                               |
| 2007  | 2007  | Simon Jean-Joseph    | Citroën C2 S1600 Citroën C2 R2                        |
| 2008  | 2008  | Luca Rossetti        | Peugeot 207 S2000                                     |
| 2009  | 2009  | Giandomenico Basso   | Abarth Grande Punto S2000                             |
| 2010  | 2010  | Luca Rossetti        | Abarth Grande Punto S2000                             |
| 2011  | 2011  | Luca Rossetti        | Abarth Grande Punto S2000                             |
| 2012  | 2012  | Juho Hänninen        | Škoda Fabia S2000                                     |
| 2013  | 2013  | Jan Kopecký          | Škoda Fabia S2000                                     |
| 2014  | 2014  | Esapekka Lappi       | Škoda Fabia S2000                                     |
| 2015  | 2015  | Kajetan Kajetanowicz | Ford Fiesta R5                                        |
| 2016  | 2016  | Kajetan Kajetanowicz | Ford Fiesta R5                                        |
| 2017  | 2017  | Kajetan Kajetanowicz | Ford Fiesta R5                                        |
| 2018  | 2018  | Aleksey Lukyanuk     | Ford Fiesta R5                                        |
| 2019  | 2019  | Chris Ingram         | Škoda Fabia R5                                        |
| 2020  | 2020  | Aleksey Lukyanuk     | Citroën C3 R5                                         |
| 2021  | 2021  | Andreas Mikkelsen    | Škoda Fabia Rally2 evo                                |
| 2022  | 2022  | Efrén Llarena        | Škoda Fabia Rally2 evo                                |
| 2023  | 2023  | Hayden Paddon        | Hyundai i20 N Rally2                                  |

## Categorias de suporte

### ERC3, ERC4 and Junior ERC
| Época   | 2WD / ERC-3              | 2WD / ERC-3           |               | ERC-4              | ERC-4           |                                           | Junior ERC U28 / Junior ERC1 / Junior ERC | Junior ERC U28 / Junior ERC1 / Junior ERC |
| Época   | Piloto                   | Carro                 | Piloto        | Carro              | Piloto          | Carro                                     |                                           |                                           |
| ------- | ------------------------ | --------------------- | ------------- | ------------------ | --------------- | ----------------------------------------- | ----------------------------------------- | ----------------------------------------- |
| 2013    | Zoltán Bessenyey         | Honda Civic Type-R R3 | Não disputado | Não disputado      | Não disputado   | Não disputado                             |                                           |                                           |
| 2014    | Zoltán Bessenyey         | Honda Civic Type-R R3 | Não disputado | Não disputado      | Não disputado   | Não disputado                             |                                           |                                           |
| 2015    | Emil Bergkvist           | Opel Adam R2          | Não disputado | Não disputado      | Não disputado   | Não disputado                             |                                           |                                           |
| 2016    | Chris Ingram             | Opel Adam R2          | Não disputado | Não disputado      | Não disputado   | Não disputado                             |                                           |                                           |
| 2017    | Chris Ingram             | Opel Adam R2          | Não disputado | Não disputado      | Marijan Griebel | Škoda Fabia R5                            |                                           |                                           |
| 2018    | Mārtiņš Sesks            | Opel Adam R2          | Não disputado | Não disputado      | Nikolay Gryazin | Škoda Fabia R5                            |                                           |                                           |
| 2019    | Efrén Llarena            | Peugeot 208 R2        | Não disputado | Não disputado      | Filip Mareš     | Škoda Fabia R5                            |                                           |                                           |
| 2020    | Ken Torn                 | Ford Fiesta Rally4    | Não disputado | Não disputado      | Oliver Solberg  | Volkswagen Polo GTI R5 Škoda Fabia R5 evo |                                           |                                           |
| 2021    | Jean-Baptiste Franceschi | Renault Clio Rally4   | Não disputado | Não disputado      | Ken Torn        | Ford Fiesta Rally3                        |                                           |                                           |
| 2022    | Igor Widlak              | Ford Fiesta Rally3    | Oscar Palomo  | Peugeot 208 Rally4 | Laurent Pellier | Opel Corsa Rally4                         |                                           |                                           |
| 2023    | Jon Armstrong            | Ford Fiesta Rally3    | Roberto Daprà | Peugeot 208 Rally4 | Norbert Maior   | Peugeot 208 Rally4                        |                                           |                                           |
| Fontes: |                          |                       |               |                    |                 |                                           |                                           |                                           |

### Antigas categorias de suportes
| Época   | Taça Produção / ERC-2 | Taça Produção / ERC-2            |                          | ERC Junior / ERC Junior U27 / ERC-3 Junior | ERC Junior / ERC Junior U27 / ERC-3 Junior |                      | Abarth Rally Cup | Abarth Rally Cup        |  | Clio Trophy by Toksport WRT | Clio Trophy by Toksport WRT |
| Época   | Piloto                | Carro                            | Piloto                   | Carro                                      | Piloto                                     | Carro                | Piloto           | Carro                   |  |                             |                             |
| ------- | --------------------- | -------------------------------- | ------------------------ | ------------------------------------------ | ------------------------------------------ | -------------------- | ---------------- | ----------------------- |  | --------------------------- | --------------------------- |
| 2013    | Andreas Aigner        | Subaru Impreza WRX STI R4        | Não disputado            | Não disputado                              | Não disputado                              | Não disputado        | Não disputado    | Não disputado           |  |                             |                             |
| 2014    | Vitaliy Pushkar       | Mitsubishi Lancer Evolution X R4 | Stéphane Lefebvre        | Peugeot 208 R2                             | Não disputado                              | Não disputado        | Não disputado    | Não disputado           |  |                             |                             |
| 2015    | Dávid Botka           | Mitsubishi Lancer Evolution IX   | Emil Bergkvist           | Opel Adam R2                               | Não disputado                              | Não disputado        | Não disputado    | Não disputado           |  |                             |                             |
| 2016    | Wojciech Chuchała     | Subaru Impreza WRX STI N15       | Marijan Griebel          | Opel Adam R2                               | Não disputado                              | Não disputado        | Não disputado    | Não disputado           |  |                             |                             |
| 2017    | Tibor Érdi Jr.        | Mitsubishi Lancer Evolution X    | Chris Ingram             | Opel Adam R2                               | Não disputado                              | Não disputado        | Não disputado    | Não disputado           |  |                             |                             |
| 2018    | Tibor Érdi Jr.        | Mitsubishi Lancer Evolution X    | Mārtiņš Sesks            | Opel Adam R2                               | Não disputado                              | Não disputado        | Não disputado    | Não disputado           |  |                             |                             |
| 2019    | Juan Carlos Alonso    | Mitsubishi Lancer Evolution X    | Efrén Llarena            | Peugeot 208 R2                             | Andrea Nucita                              | Abarth 124 Rally RGT | Não disputado    | Não disputado           |  |                             |                             |
| 2020    | Tibor Érdi Jr.        | Mitsubishi Lancer Evolution X    | Ken Torn                 | Ford Fiesta Rally4                         | Andrea Mabellini                           | Abarth 124 Rally RGT | Não disputado    | Não disputado           |  |                             |                             |
| 2021    | Javier Pardo          | Suzuki Swift R4LLY S             | Jean-Baptiste Franceschi | Renault Clio Rally4                        | Dariusz Poloński                           | Abarth 124 Rally RGT | Andrea Mabellini | Renault Clio RSR Rally5 |  |                             |                             |
| 2022    | Não disputado         | Não disputado                    | Não disputado            | Não disputado                              | Não disputado                              | Não disputado        | Paulo Soria      | Renault Clio RSR Rally5 |  |                             |                             |
| 2023    | Não disputado         | Não disputado                    | Não disputado            | Não disputado                              | Não disputado                              | Não disputado        | Não disputado    | Não disputado           |  |                             |                             |
| Fontes: |                       |                                  |                          |                                            |                                            |                      |                  |                         |  |                             |                             |

### Taça das senhoras
| Época   | Piloto               | Carro                                 |
| ------- | -------------------- | ------------------------------------- |
| 1958    | Pat Moss             | Austin-Healey 100/4 Morris Minor 1000 |
| 1960    | Pat Moss             |                                       |
| 1962    | Pat Moss             |                                       |
| 1964    | Pat Moss             |                                       |
| 1965    | Pat Moss             |                                       |
| 1989    | Louise Aitken-Walker |                                       |
| 2013    | Molly Taylor         | Citroën DS3 R3T                       |
| 2014    | Ekaterina Stratieva  | Subaru Impreza                        |
| 2015    | Ekaterina Stratieva  | Mitsubishi Lancer Evo IX              |
| 2016    | Catie Munnings       | Peugeot 208 R2                        |
| 2017    | Tamara Molinaro      | Opel Adam R2                          |
| 2018    | Emma Falcón          | Peugeot 208 R2                        |
| 2019    | Ekaterina Stratieva  | Peugeot 208 R2                        |
| Fontes: |                      |                                       |